# Vernou-en-Sologne
Vernou-en-Sologne es una comuna francesa situada en el departamento de Loir y Cher, en la región de Centro-Valle del Loira.

## Demografía
| 705 | 621 | 528 | 502 | 543 | 524 | 572 | 631 |
| Para los censos de 1962 a 1999 la población legal corresponde a la población sin duplicidades (Fuente: INSEE [Consultar]) |     |     |     |     |     |     |     |